# مايكل جاي إس. ديوار
مايكل جاي إس. ديوار (بالإنجليزية: Michael J. S. Dewar)‏ هو كيميائي أمريكي، ولد في 24 سبتمبر 1918 في أحمد نجر في الهند، وتوفي في 10 أكتوبر 1997 في غينزفيل في الولايات المتحدة.